# 芬久甘傑烏帕齊拉
芬久甘傑乌帕齐拉是孟加拉国錫爾赫特縣的一个乌帕齐拉，位於錫爾赫特专区的錫爾赫特縣。。

## 人口
據1991年孟加拉國人口普查，芬久甘傑共有戶數13,368戶，人口138881人。其中男性佔比51.07%，女性佔比48.93%；成年人口65,383人。該地7歲以上人口之平均識字率為68.5%。